# Meijendel & Berkheide
Meijendel & Berkheide is een Nederlands Natura 2000-gebied met twee aansluitende deelgebieden in de provincie Zuid-Holland.
Meijendel en Berkheide liggen tussen Katwijk, Scheveningen en Wassenaar, in de gemeenten Den Haag, Katwijk en voor het grootste gedeelte in de gemeente Wassenaar.